# اندی روسکو
اندی روسکو (انگلیسی: Andy Roscoe؛ زادهٔ ۴ ژوئن ۱۹۷۳) بازیکن فوتبال اهل بریتانیا است.
از باشگاه‌هایی که در آن بازی کرده‌است می‌توان به باشگاه فوتبال منزفیلد تاون، باشگاه فوتبال روترهام یونایتد، باشگاه فوتبال آترتون لامبورنوم راورز، باشگاه فوتبال بولتون واندررز، و باشگاه فوتبال اکستر سیتی اشاره کرد.